# 科查尼市鎮

所在位置

科查尼市鎮是北马其顿的一個市镇，行政中心为科查尼。該市鎮北臨克里瓦帕蘭卡市鎮，西接克拉托沃市鎮和普羅比什蒂普市鎮，東鄰馬其頓卡梅尼察市鎮和维尼察市镇，南接切希诺沃-奥布莱舍沃市镇和兹尔诺夫齐市镇，總面積375.44平方公里，2002年人口38,092。 

## 外部連結
- 官方网站  （馬其頓文）